# Jan Antoš (skladatel)
Jan Antoš, též Jan Antosch (asi 1735 - po 1806) byl český hudební skladatel a spisovatel barokní éry, který se proslavil především svou zpěvohrou, jež vylíčila rolnické povstání z roku 1775.

## Život
Místo jeho narození je neznámé, ví se jen, že od roku 1760 působil jako učitel v Nemyčevsi u Jičína. V roce 1790 začal učit v nedalekém Kopidlně. Působil zde do roku 1806. Pak se jeho stopa ztrácí, patrně ale toho roku nezemřel a dožil na neznámém místě, nejspíše u některého ze svých dětí. Jan Antoš vedený v kopidlnské matrice zemřelý k roku 1816 je pravděpodobně jeho syn.

## Dílo
Své nejslavnější dílo zkomponoval v letech 1775–1777. Plný titul zpěvohry zněl Opera de Rebellione Boëmica Rusticorum; Operetta o Sedlskej Swobodě aneb Rebelirowani; Opera o sedlské rebelij; Sedlské pozdvižení roku 1775. Předpokládá se, že Antoš byl autorem hudby i libreta. Opera má podobnou strukturu jako komická intermezza italských barokních oper. Původ většiny známých opisů naznačuje, že Antoš skladbu vytvářel pro inscenování v kruhu kantorů z okolních škol. Podle všeho se ale velmi rozšířila po celých Čechách. Dočkala se i nové verze zvané Selská rebelie aneb Nesmysltedlné pozdvižení. Její autor je neznámý, hra v této úpravě získala velkolepější výpravu a více postav. Usuzuje se, že tato nová, velkorysejší, verze vznikla na počátku 19. století pro potřeby ochotníků v okolí Ústí nad Orlicí, kde byla tradičně uváděna při oslavách svátku sv. Cecílie. Možná Antošova hra sloužila jako předloha i jiným zpracováním (např. nedochovaná hra se zpěvy Matěje Stuny Sedlské zbouření, kterou uvádělo vlastenecké divadlo Bouda v roce 1786).
Zpěvohra není ovšem jediným Antošovým dílkem, ví se, že komponoval vokální chrámové skladby. Nejvýznamnější je Loučení Pána Ježíše se svou nejmilejší matkou Marií Pannou pro soprán a bas s doprovodem houslí a varhan.  Antoš byl také autorem řady pastorel, ofertorií, rorátů a árií.